# Beludzsisztán (régió)
Beludzsisztán (beludzs nyelven: بلۏچستان
) egy történelmi régió Nyugat- és Dél-Ázsiában, az iráni fennsík délkeleti részén, amely az Indiai-fennsíkkal és az Arab-tenger partvidékével határos. Ezt a sivatagos és hegyvidékes, száraz régiót elsősorban a beludzs nép lakja, akikről a nevét kapta.

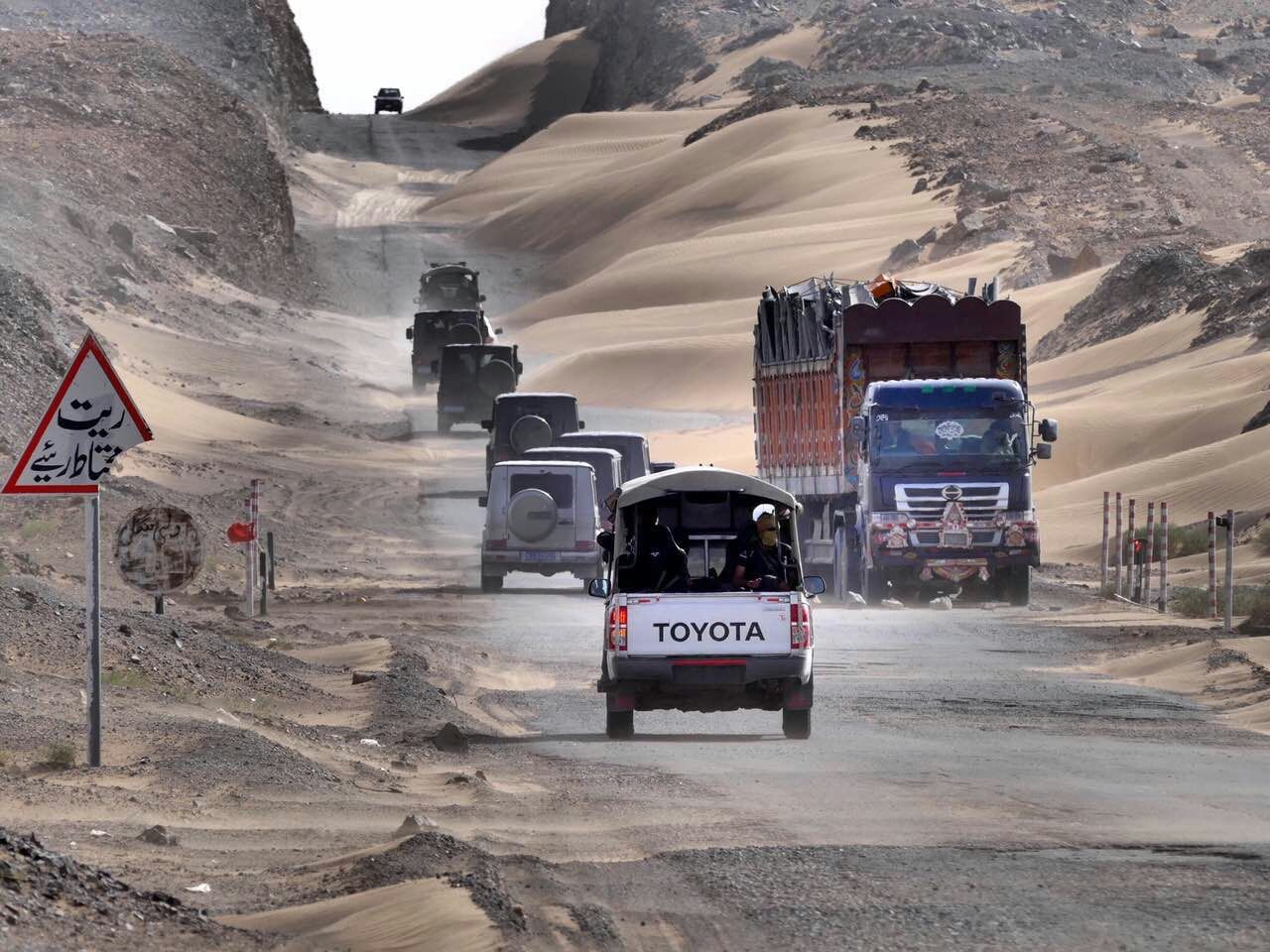
Út Taftan közelében, Irán és Pakisztán határátkelőjénél

## Határai
Északon a Haibar-Pahtúnhva régióval, keleten Szindh és Pandzsáb, nyugaton pedig az iráni régiókkal határos. Délen a Makrán, az Arab-tenger, az Ománi-öböl határolja.

## Politika és közigazgatás
A régió három ország között oszlik fel: Irán, Afganisztán és Pakisztán. 
Közigazgatásilag ide tartozik:
- a pakisztáni Beludzsisztán tartomány,
- az iráni Szisztán és Beludzsesztán tartomány,
- Afganisztán déli tartományai, megnevezve: Nimruz, Helmand és Kandahár.